# Gerald Joyce

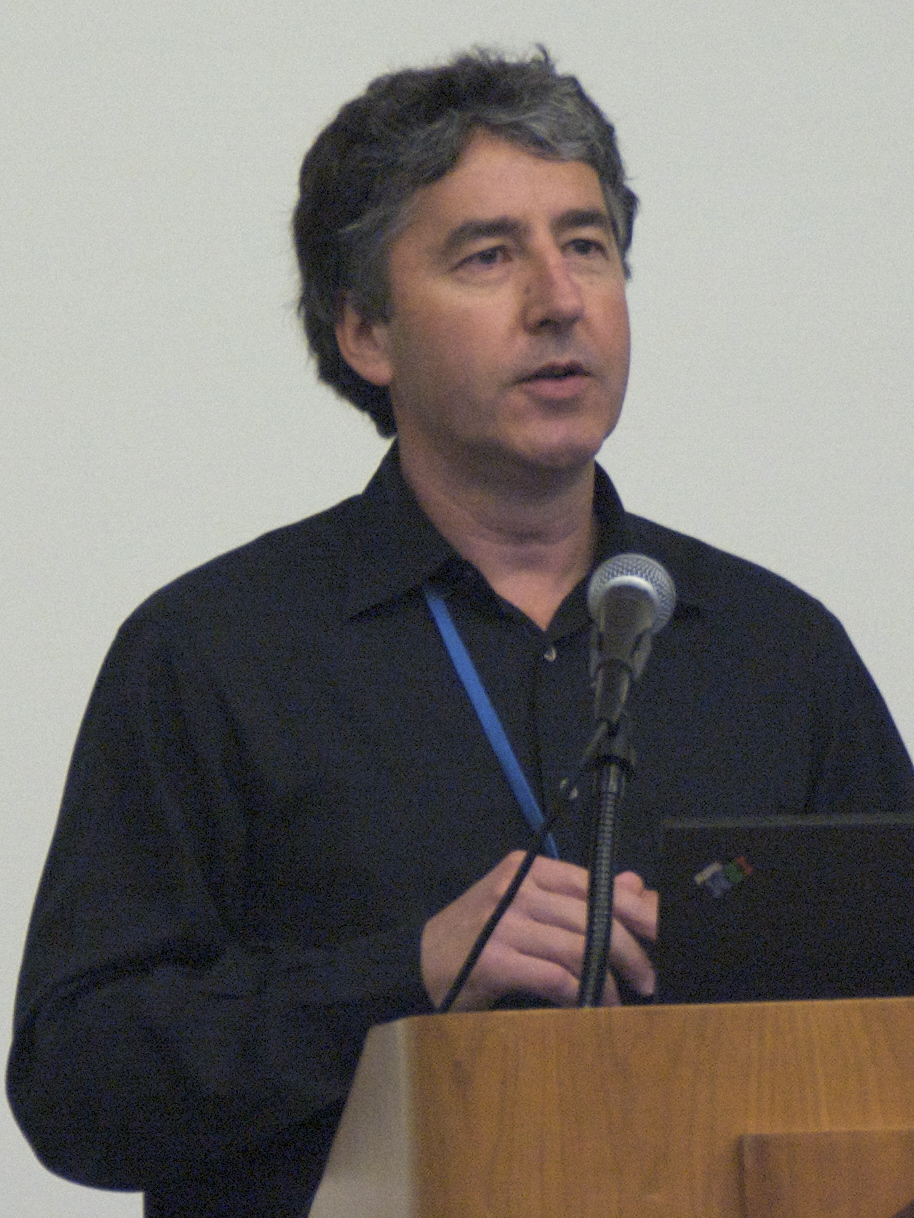
Gerald Joyce

Gerald Francis Joyce (* 28. November 1956 in Manhattan (Kansas)) ist ein US-amerikanischer Biochemiker. Er forscht über biochemische Mechanismen am Ursprung des Lebens auf der Erde und führte Pionierexperimente zu künstlichen genetischen Systemen durch.

## Leben und Wirken
Joyce studierte an der University of Chicago mit dem Bachelor-Abschluss 1978 und an der University of California, San Diego, an der er 1984 über Nukleinsäuren promoviert wurde. Als Post-Doktorand war er am Salk Institute und ab 1989 Assistant Professor in der Abteilung Chemie und Molekularbiologie des Scripps Research Institute in La Jolla. 1992 wurde er dort Associate Professor und 1996 Professor. 2006 bis 2011 war er Dekan seiner Fakultät am Scripps Institute. In dieser Zeit wurde eine Zweigstelle in Jupiter in Florida gegründet.
2009 führte er mit Tracey Lincoln ein Experiment durch, in dem sich zwei RNA-Enzyme (Ribozyme, die Selbstkopien von RNA Strängen erzeugen) gegenseitig selbst katalysierten. Dazu waren keine Proteine oder zelluläre Komponenten nötig, nur eine Ursuppe aus Oligonukleotiden. Sie zeigten exponentielle Vermehrung und verdoppelten ihre Population in etwa 1 Stunde. Die Enzyme entstanden aus Evolutionsexperimenten, in denen eine Menge von (künstlich hergestellten) Enzymen untereinander im Überlebenskampf konkurrierte. Dabei wurde mit Enzymformen begonnen, die auch in der Natur vorkommen, die sich aber im Laufe der Experimente stark veränderten.
In-vitro-Experimente zur RNA-Reproduktion führte er schon seit den 1990er Jahren aus, allerdings unter Beteiligung von Proteinen als Enzymen.
1987 untersuchte er mit Kollegen Alternativen zu einem Szenario, in dem Ribonukleinsäure-Systeme mit Fähigkeit zur Selbstkatalyse der Ursprung des Lebens waren (RNA-Welt-Hypothese), was aus verschiedenen Gründen unwahrscheinlich sei, wie die Autoren damals ausführten.

## Auszeichnungen
1994 erhielt Joyce den Molecular Biology Award der National Academy of Sciences und 1995 den Pfizer Award in Enzyme Chemistry. 1997 erhielt er den Hans-Sigrist-Preis und den Herbert W. Dickerman Award. Er ist Fellow der National Academy of Sciences (2001) und erhielt 2010 den NAS Award in Early Earth and Life Sciences (Stanley Miller Medal) für Pionierexperimente über selbstorganisierte Replikation und Evolution von RNA Enzymen (Ribozymen), die den Ursprung des Lebens beleuchten. 2009 wurde er mit dem Dannie-Heineman-Preis der Akademie der Wissenschaften zu Göttingen ausgezeichnet. 2012 wurde er in die American Academy of Arts and Sciences gewählt.